# Ava (Birmania)
Ava (in birmano အင္‌းဝမ္ရုိ့) fu un'antica capitale della Birmania, che sorgeva nei pressi dell'odierno villaggio di Innwa, situato sulle rive del fiume Irrawaddy, nella divisione di Mandalay. Era anche chiamata Ratanapura (ရတနာပူရ) che significa, in lingua pāli, la città delle gemme. L'attuale nome Innwa significa bocca del lago, che proviene da in (အင္‌း): lago, e wa (ဝ): bocca.

## Storia
Ava fu più volte capitale della Birmania fra il 1364 e il 1841. Venne fondata dal Re Thadominbya su un'isola artificiale alla confluenza dei fiumi Irrawaddy e Myitnge, creata scavando un canale collegante i due corsi d'acqua. Fu la capitale di un piccolo regno, dopo che la precedente capitale Sagaing era stata saccheggiata dagli shan. La corte si spostò lungo il fiume e si insediò nella vicina Ava. La popolazione era composta da nativi birmani, i bamar, e da shan che si erano integrati nella realtà del paese.
I re di Ava conquistarono buona parte dei territori persi nel 1289 dal Regno di Pagan, disgregatosi con le invasioni delle orde mongole di Kublai Khan, imperatore della dinastia Yuan cinese. Il glorioso Stato, fondato nell'849, aveva unificato per la prima volta la Birmania raggiungendo il suo massimo splendore durante il regno di Re Anawrahta, nell'XI secolo.
Re Thadominbya sottomise i Regni di Myinsaing e Pinya nel 1364, ed ebbe inizio un lungo conflitto con il Regno di Hanthawaddy e con i principati shan del nord. Dopo aver ravvivato i fasti di Pagan, logorato dalle dure guerre, il Regno di Ava dovette soccombere nel 1527 alle scorrerie degli shan, che instaurarono propri sovrani sul trono.

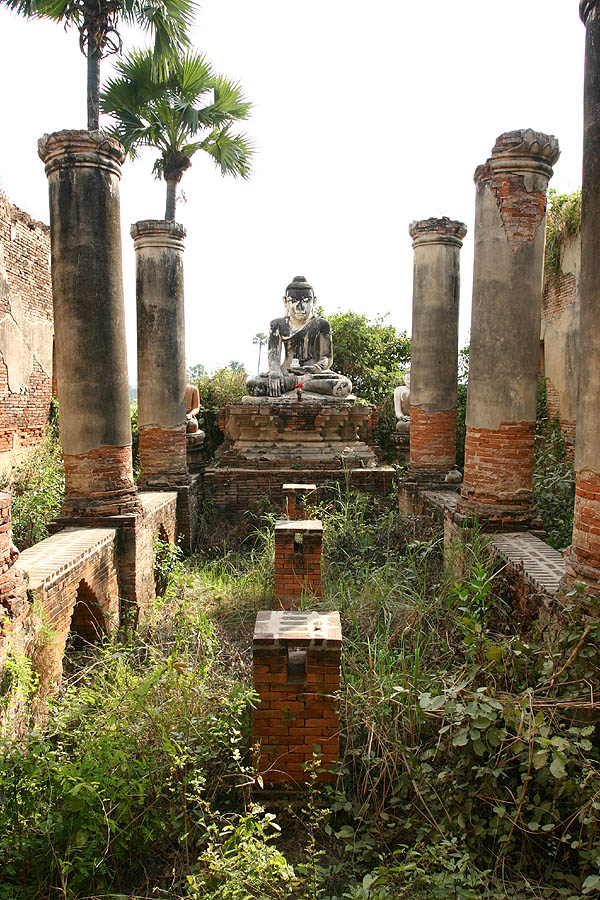
Rovine che rimangono oggi di Ava

Nel 1555, Ava venne annessa dal re Tabinshwehti al regno birmano meridionale della dinastia di Toungoo che, con la riunificazione del paese, fondò il Secondo Impero Birmano. Nel 1636, il Regno di Toungoo spostò la capitale ad Ava. Nel 1752, il popolo mon si ribellò per l'ennesima volta contro il governo bamar e formò il Regno Restaurato di Hanthawaddy che saccheggiò e pose fine al potere di Ava. Due anni dopo, il fondatore della nuova dinastia Konbaung e del Terzo Impero Birmano, Alaungpaya, represse duramente la rivolta dei mon e riportò la corte nuovamente ad Ava, dopo che per un periodo la capitale era stata Shwebo.
Durante il regno di Bodawpaya (1782-1819), la capitale fu spostata alla vicina Amarapura. Il suo successore, re Bagyidaw, ristabilì la corte ad Ava nel 1823. Dopo che un tremendo terremoto causò molti danni nel 1841, Ava fu abbandonata e la capitale tornò prima ad Amarapura, per poi essere portata nella vicina Mandalay. Dopo la conquista britannica della Bassa Birmania, avvenuta con la seconda guerra anglo-birmana (1852-1853), l'Alta Birmania era rimasto l'unico territorio indipendente del paese e fu chiamata Regno di Ava. Il piccolo villaggio di Innwa, sorto nei pressi di Ava, è oggi un centro turistico dove si affollano i visitatori delle antiche rovine.